# Alistair Fielding
Alistair Fielding (Bournemouth, 3 marzo 2000) è un pistard britannico, medaglia di bronzo nella velocità a squadre ai Mondiali 2022.

## Palmarès
- 2018 (Juniores)

Campionati britannici, Velocità Junior
- 2021

Campionati europei, Velocità a squadre Under-23 (con Hamish Turnbull, Hayden Norris e James Bunting)
- 2022

Campionati britannici, Velocità a squadre (con Jack Carlin, Hamish Turnbull e Joseph Truman)

## Piazzamenti

### Competizioni mondiali
- Campionati del mondo

Montichiari 2017 - Velocità a squadre Junior: 4º
Aigle 2018 - Velocità a squadre Junior: 10º
Aigle 2018 - Keirin Junior: 17º
Aigle 2018 - Velocità Junior: 11º
Roubaix 2021 - Velocità a squadre: 5º
Saint-Quentin-en-Yvelines 2022 - Velocità a squadre: 3º
Glasgow 2023 - Velocità a squadre: 4º

### Competizioni continentali
- Campionati europei

Anadia 2017 - Velocità a squadre Junior: 5º
Anadia 2017 - Chilometro a cronometro Junior: 12º
Aigle 2018 - Velocità a squadre Junior: 5º
Aigle 2018 - Velocità Junior: 7º
Aigle 2018 - Keirin Junior: 19º
Gand 2019 - Velocità a squadre Under-23: 8º
Gand 2019 - Velocità Under-23: 16º
Apeldoorn 2021 - Velocità a squadre Under-23: vincitore
Grenchen 2021 - Velocità a squadre: 4º
Monaco di Baviera 2022 - Velocità a squadre: 3º
Grenchen 2023 - Velocità a squadre: 2º